# Aitrang
Aitrang è un comune tedesco di 2 035 abitanti, situato nel land della Baviera.